# Idaho (Lied)
Idaho ist der Titel eines im Jahre 1941 von Jesse Stone komponierten  jazzorientierten Songs, der zuerst von Alvino Rey aufgenommen wurde und sich in der Folge zum Jazzstandard und Millionenseller entwickelte.

## Entstehungsgeschichte

Bluebird-78er von Alvino Rey: „Idaho“ vom September 1941

Jesse Stone hatte bereits einige Erfahrungen als Leiter von Territory Bands gesammelt und fünf eigene Kompositionen geschrieben, bevor ihm – angeblich nach einem Kurs bei Cole Porter – die Idee zu Idaho kam. Textlich beschreibt er die Hügel und Canyons vom US-Bundesstaat Idaho, zu denen sich der Sänger durch Heimweh hingezogen fühlt. Stone ließ ihn beim Musikverlag Chappell & Co. registrieren, der das Urheberrecht wiederum bei ASCAP anmeldete. Alvino Rey nahm den Song am 19. September 1941 zusammen mit der A-Seite It Isn’t A Dream Anymore für das Plattenlabel Bluebird (#11331) auf und veröffentlichte ihn erst im Juni 1942. Die Pophitparade notierte ihn an dritter Rangstelle. Dem Hollywood Reporter zufolge wurden die Rechte zur filmischen Verwertung von Republic für einen Film mit John Wayne über die Geschichte des Bundesstaates gekauft.

## Coverversionen
Stones Titel entwickelte sich über die Jahre durch die verschiedenen Coverversionen zu einem Jazzstandard. Eine erste Coverversion nahm das Close-harmony-Quartett Merry Macs am 21. Februar 1942 auf; diese Interpretation verfehlte jedoch die Charts. Noch im Erscheinungsmonat des Originals (Juni 1942) wurden zwei weitere Coverversionen aufgenommen: Am 2. Juni 1942 griff Guy Lombardo den Titel mit seinem Orchester auf; seine Version erwies sich als Longseller und wurde in den 1940er Jahren drei Millionen Mal verkauft Billboard zufolge wurde Lombardos Version ebenso wie die Originalversion 1942 als sechsthäufigster Titel in der Jukebox gespielt. Auch Benny Goodman, der Idaho am 17. Juni 1942 mit Dick Haymes als Sänger aufnahm, landete einen Hit. Seine im Juli 1942 erschienene Version gelangte bis auf Platz vier. Weiterhin hatte Tommy Dorsey mit dem Titel ebenfalls einen Erfolg.

Columbia-78er von Benny Goodman „Idaho“ (1942)

Bruno Henriksens dänisches Arena Orchestra spielte den Titel am 6. August 1943 in Kopenhagen in einer weiteren Swing-Version ein. Das John-Hardee-Swingtet folgte am 28. Februar 1946, das Gene-Ammons-Sextet nahm den Titel am 19. Juni 1947 auf, das Art Tatum Trio folgte am 25. Juni 1954. Es gibt zahlreiche weitere Jazz-Versionen etwa von Fats Waller, Bud Powell (1947), Freddie Brocksieper (1948), Gene Krupa (bei Jazz at the Philharmonic live aus der Carnegie Hall vom 10. und 11. September 1952), Lou Donaldson (1959), Count Basie (1969) oder der Benny Carter All-Stars von 1980.
The Clovers nahmen im August 1958, nachdem sie zu Popular Records gewechselt waren, eine weitere Fassung von Idaho  auf (mit The Good Old Summertime als A-Seite, ebenfalls verfasst von Stone) und brachten so den Song in das Rhythm-&-Blues-Repertoire ein.